# Дзеркало

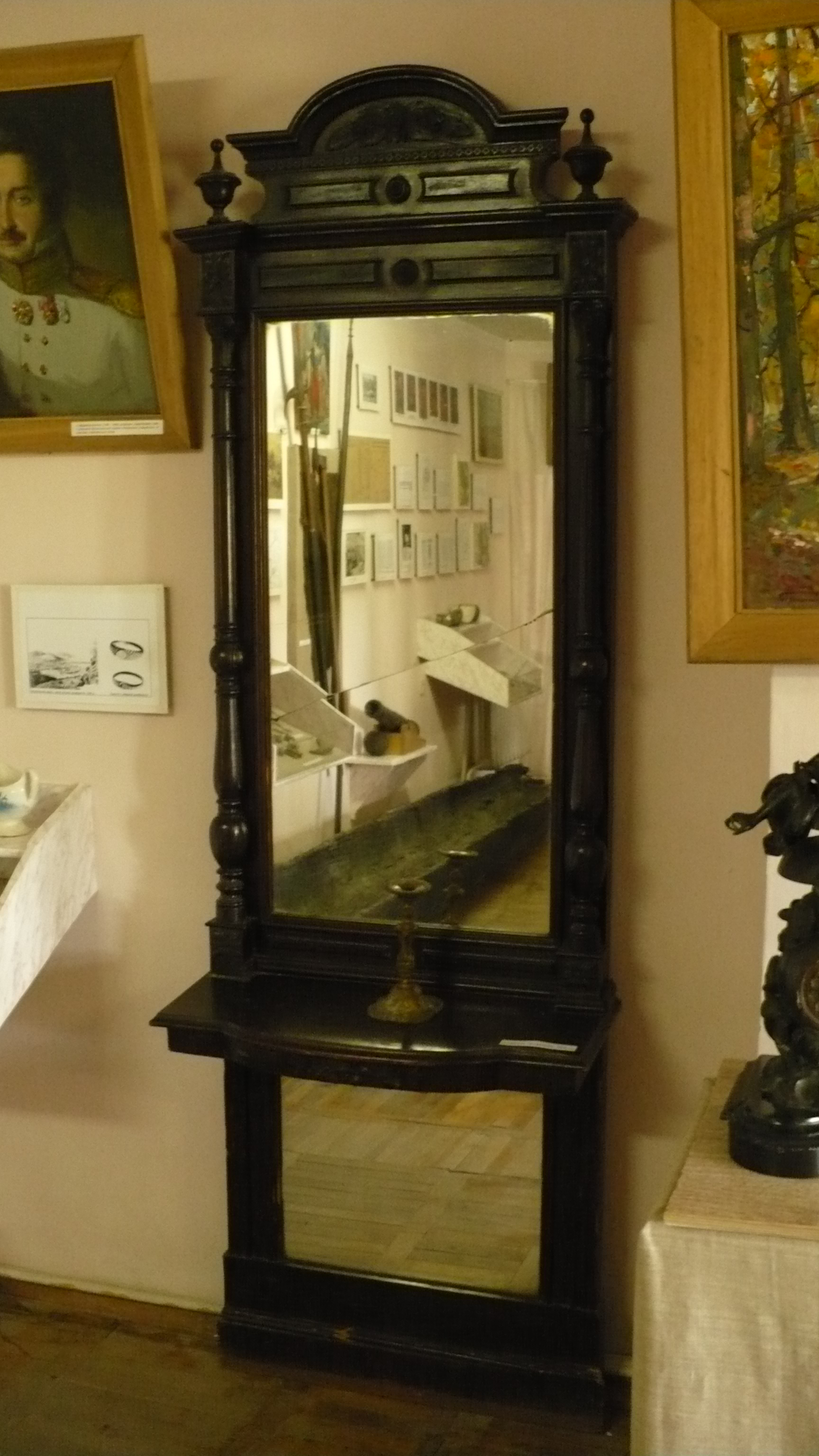
Дзеркало у Миргородському краєзнавчому музеї віддзеркалює предмети експозиції

Дзе́ркало, невелике дзеркальце — лю́сте́рко, лю́стро (пол. lustro, італ. lustro), заст. і поет. свіча́до (від пол. zwierciadło, контамінація з «світити») — гладка поверхня, яка відбиває світло та дозволяє отримати зображення предмета.

## Фізичні властивості

Формування уявного зображення в плоскому дзеркалі

Для того, щоб поверхня була дзеркалом, необхідно, щоб світлові промені відбивалися від неї, не розсіюючись у різні напрямки. Цього можна досягти, зробивши поверхню такою гладенькою, щоб нерівності на ній були меншими за довжину хвилі світла.
Іншою необхідною умовою є високий коефіцієнт відбиття речовини, з якої зроблено дзеркало. Зустрічаючись із границею поділу двох середовищ, світло частково відбивається, а частково проникає в інше середовище. Світло, яке пройшло границю поділу, поглинається в новому середовищі. Для виготовлення дзеркала необхідно зменшити частку поглинутого світла й збільшити частку світла, яке відбилося від поверхні.
Відбиття світла від поверхні поділу двох середовищ описується формулами Френеля. Найефективніше світло відбивається тоді, коли діелектрична проникність середовища, на поверхню якого світло падає, від'ємна. В такому випадку при будь-якому куті падіння на поверхні відбувається повне внутрішнє відбиття. Ця ситуація реалізується для металів, тому найкращі дзеркала виготовляються із металів: срібла, алюмінію. Зазвичай при виготовленні дзеркал тонкий шар металу наноситься на прозорий скляний лист, і покривається фарбою для запобігання корозії.
Крім ефекту повного внутрішнього відбиття, для створення дзеркальних поверхонь використовуються також дифракційні ґратки, наприклад у напівпровідникових лазерах (див. Діелектричне дзеркало).

## Історія

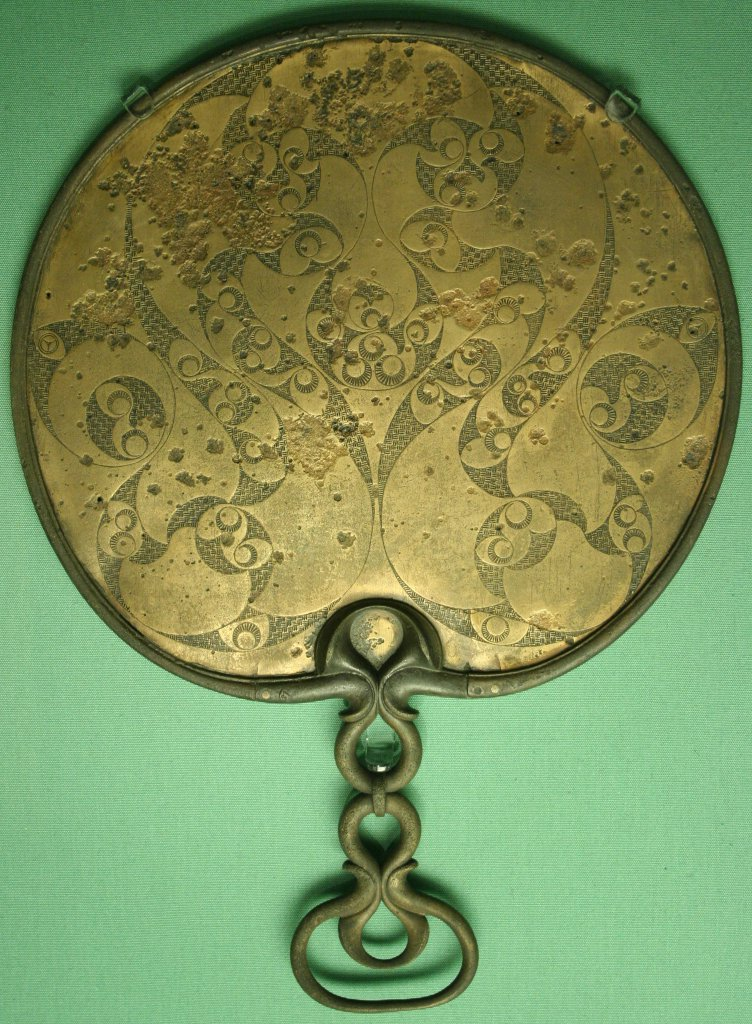
Романо-кельтське бронзове дзеркало

Археологи виявили перші невеликі дзеркала зі срібла, міді або бронзи, що відносяться до бронзової доби (подібні до сучасних індійських люстерок ручної роботи). Поверхню самого дзеркала довго шліфували. Але з часом металева поверхня тьмяніла, втрачала блиск та здатність до якісного віддзеркалення.
Біблія згадує дзеркала з міді зокрема тоді, коли розповідає, як у XVI ст. до н. е. ізраїльтяни під керівництвом Мойсея спорудили святий намет для поклоніння Богу Єгові. Тоді деякі ізраїльські жінки пожертвували свої мідні дзеркала, аби з них виготовили частину предметів, що мали використовуватись у релігійних обрядах (Вихід 38:8 [Архівовано 19 січня 2021 у Wayback Machine.]).

### Дзеркала з Венеції
Пізніше навчилися робити дзеркала зі скла, наносячи на тильну сторону скляної пластинки тонкий шар срібла, золота або олова. Найбільшу популярність здобули знамениті венеційські дзеркала, які коштували так дорого, що для їх придбання французькі аристократи іноді були вимушені продавати цілі маєтки. Хоча ці дзеркала мали невеликі розміри (за сучасними уявленнями). Збереглися відомості, що дзеркала венеційських майстрів ставали коштовними подарунками. Так, венеційське дзеркало було весільним подарунком для Марії Медічі від Венеційського уряду. Воно було розміром 14×16 см, але коштувало 150.000. Така фантастична ціна зумовлена ще й тим, що дзеркало мало надзвичайно коштовну раму.
Венеційські скляні дзеркала поціновувались дуже високо навіть в самій морській державі. Ціна навіть невеликого дзеркала сягала кошторису для створення дерев'яного корабля.

### Дзеркала в натюрморті ванітас
В європейському мистецтві 16-17 століть особливе місце посіли натюрморти у стилі ванітас («марнота марнот»). Дзеркала залюбки розміщали у своїх картинах майстри північного відродження (Ян ван Ейк, Квентін Массейс, Ганс Бальдунг (Грін), Лукас Фуртенагел) та маньєризму.
В 17 столітті до створення натюрмортів в стилістиці ванітас звернулась ціла низка майстрів Західної Європи. Дзеркало в них розміщене поряд зі свічками, черепом, квітами — як нагадування про швидкоплинність насолод, швидкоплинність життя, нетривалість людського існування на землі. Чим талановитішим був художник, що звернувся до тематики ванітас, тим більшого філософського забарвлення набував натюрморт, і вже навпаки, починав стверджувати красу світу і значну вартість життя особи, нехай і скороминущу.

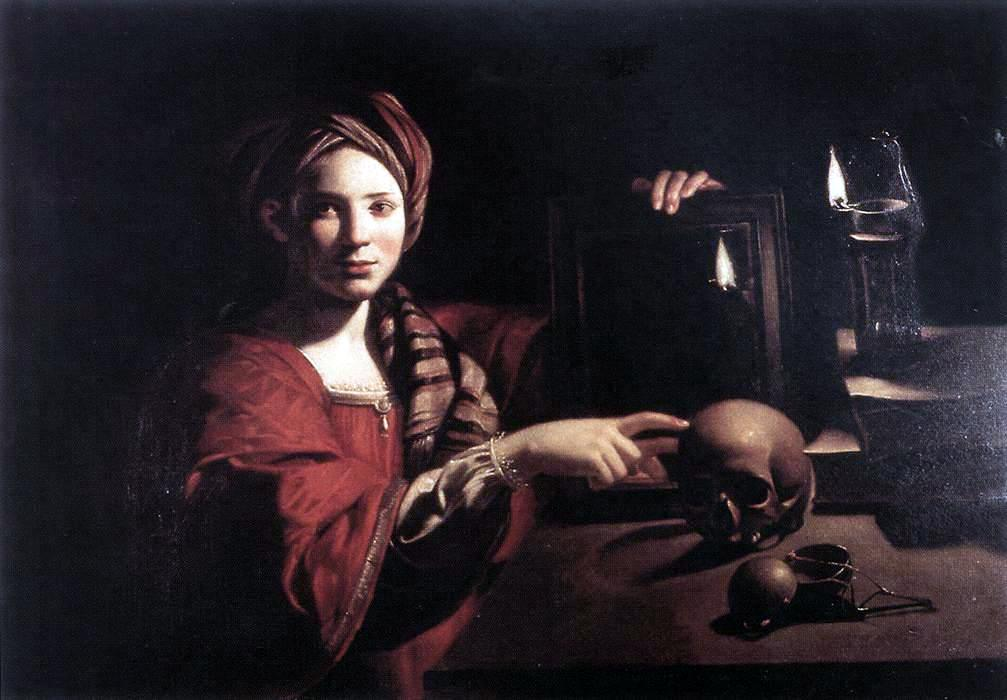
Анонім, Франція 17 ст.Ванітас, 1630 р.
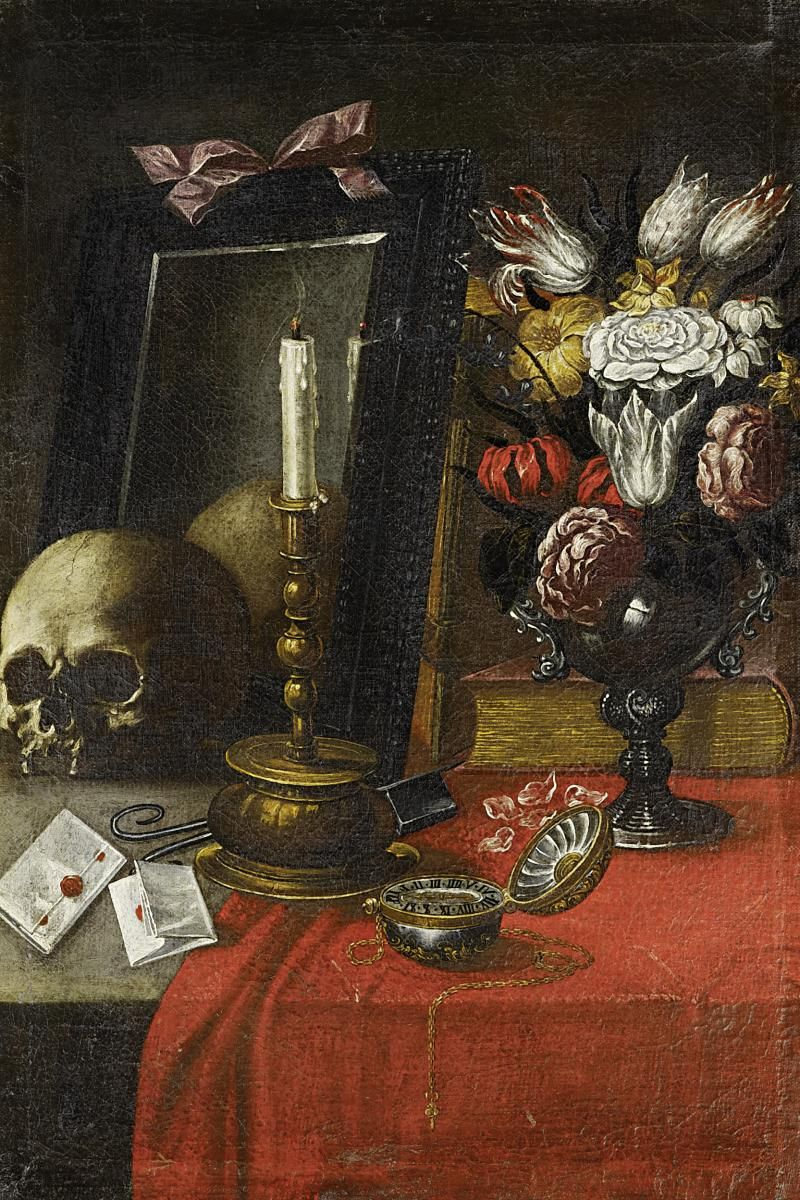
Анонім початку 18 ст. Ванітас, 1700 р.
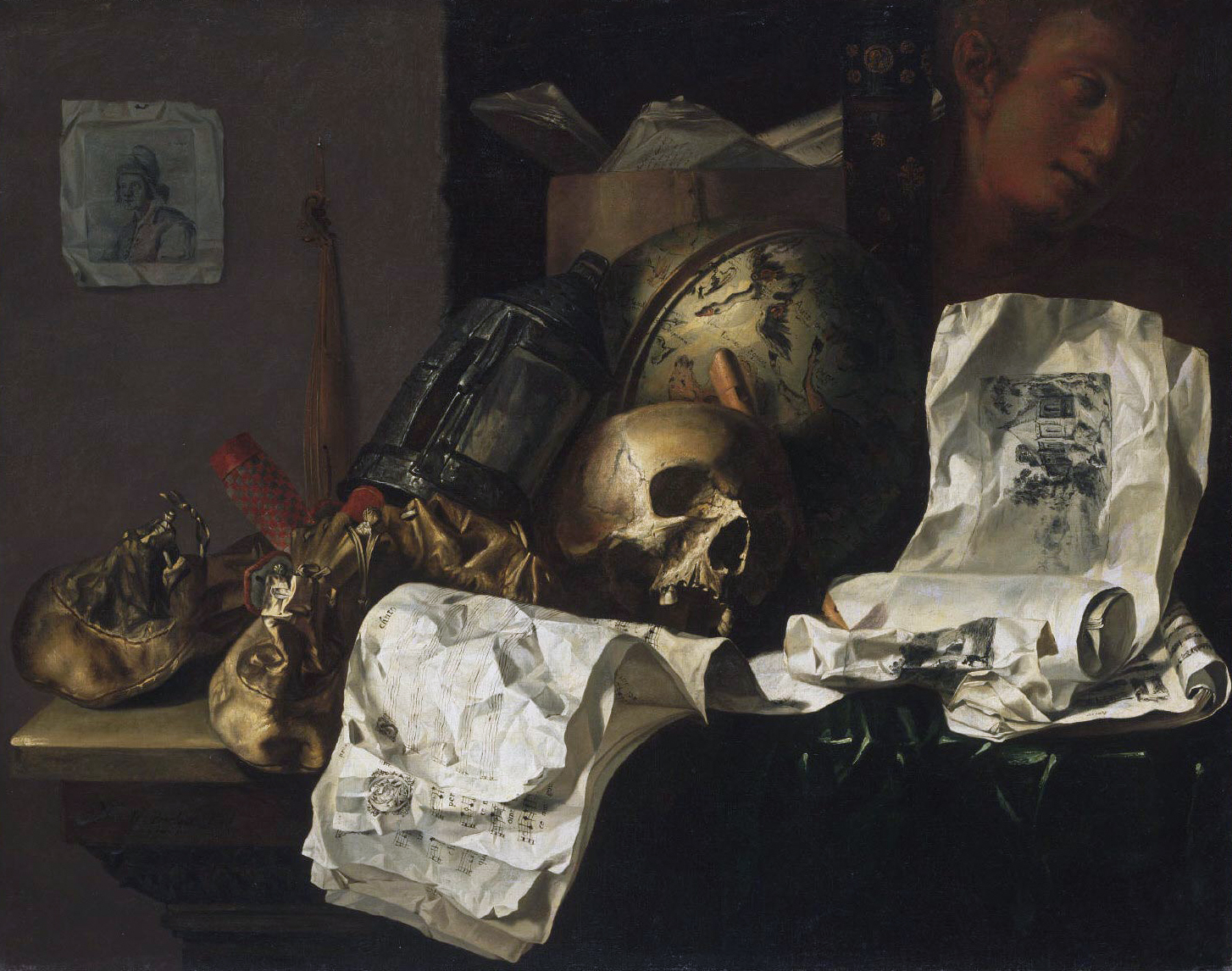
Худ. Н.Д.Пейшер(N. L. Peschier), 1661 р.

Дзеркало набуло символічного значення ще в добу середньовіччя. Ця символічність була підхоплена митцями в добу бароко, а дзеркало стає атрибутом алегорій Справедливості.
На початку 21 століття польські реставратори в Україні — завершили відновлення з уламків скульптури-алегорії Справедливість, яку знайшли в каплиці Бережанського замку. Дама у повний зріст тримає в руці дзеркало опуклого типу.

### Дзеркала Франції 17 століття

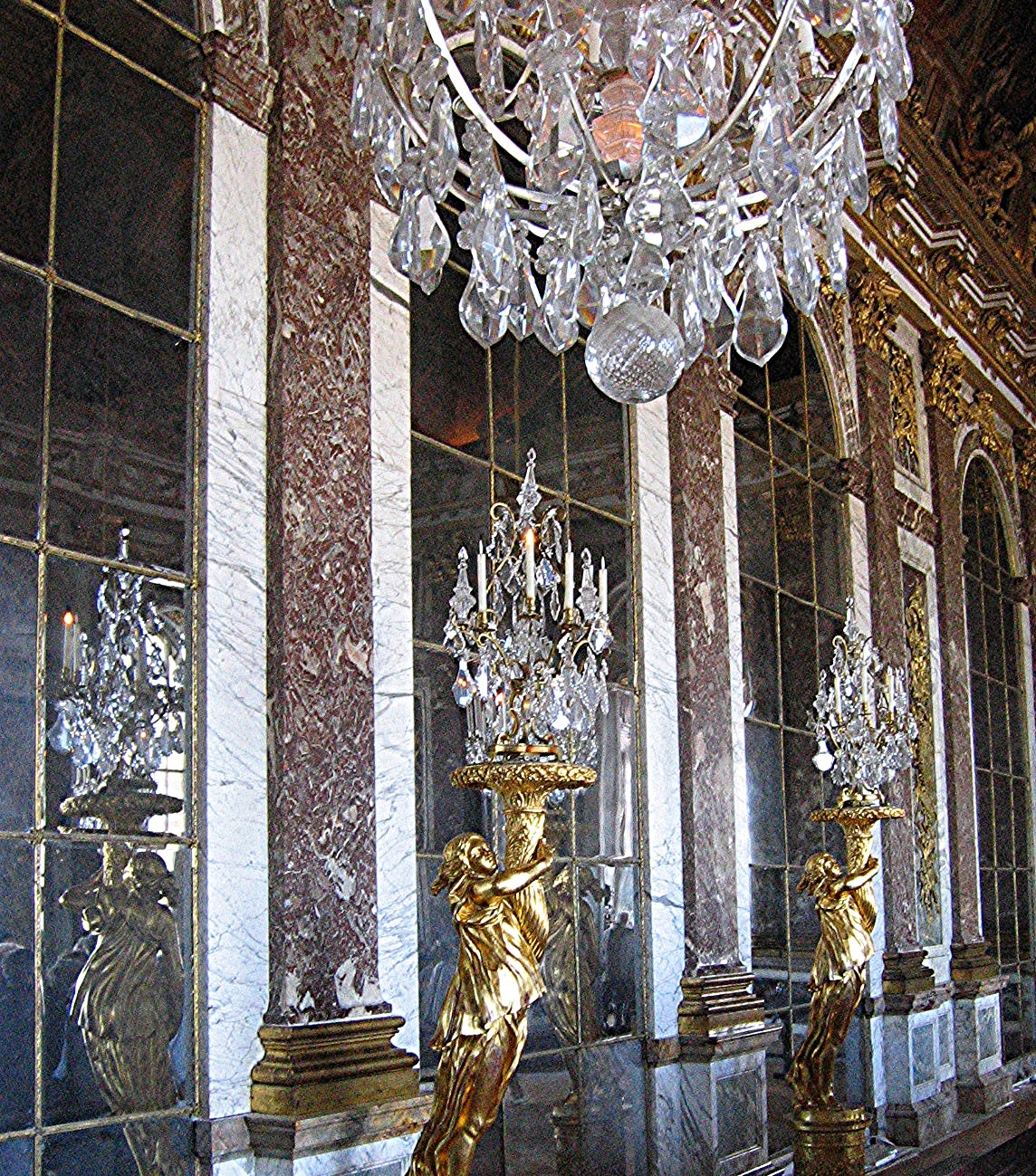

Бажання мати дзеркало ставало нав'язливою ідеєю для французьких аристократів. Здавалось, що ніяка завелика ціна не зупиняла. Розголосу набув випадок, коли герцогиня де Люд продала коштовні власні меблі, створені зі срібла, аби придбати дзеркало, що їй сподобалось. За одне таке дзеркало французи могли продати цілий маєток!
Аби припинити вивіз грошей французьких аристократів у Венецію, за справу узявся могутній міністр фінансів — Жан Батіст Кольбер (1619—1683). Шпигуни Кольбера підбили декількох венеційських ремісників з Мурано на переїзд до Франції. Їх надійно сховали у Франції, а там і налагодили власне виробництво дзеркал. Так французи дізнались технологію виготовлення дзеркал і навіть змогли з часом її перевершити.
Аби збільшити розмір виробів, створили видовжений стіл з краями. Всередину накладали розжарену скляну масу, яку довго рівняли валками. Ідеальну рівну поверхню отримати все одно не вдавалося. Тоді вдалися до шліфування поверхні. Між двома скляними полотнами насипали пісок і довго терли полотна між собою. Завершувало створення дзеркал довге шліфування пристроєм — полісуаром. Дощечку обмотували бавовною і годинами терли поверхню майбутнього дзеркала. Так великі дзеркала з'явилися в палацах Франції. Іноді багаті власники розміщали такі дзеркала низкою по усій стіні зали, наче живопис. Серед подібних інтер'єрів — Дзеркальна галерея в палаці Версаль.

### Удосконалення технології

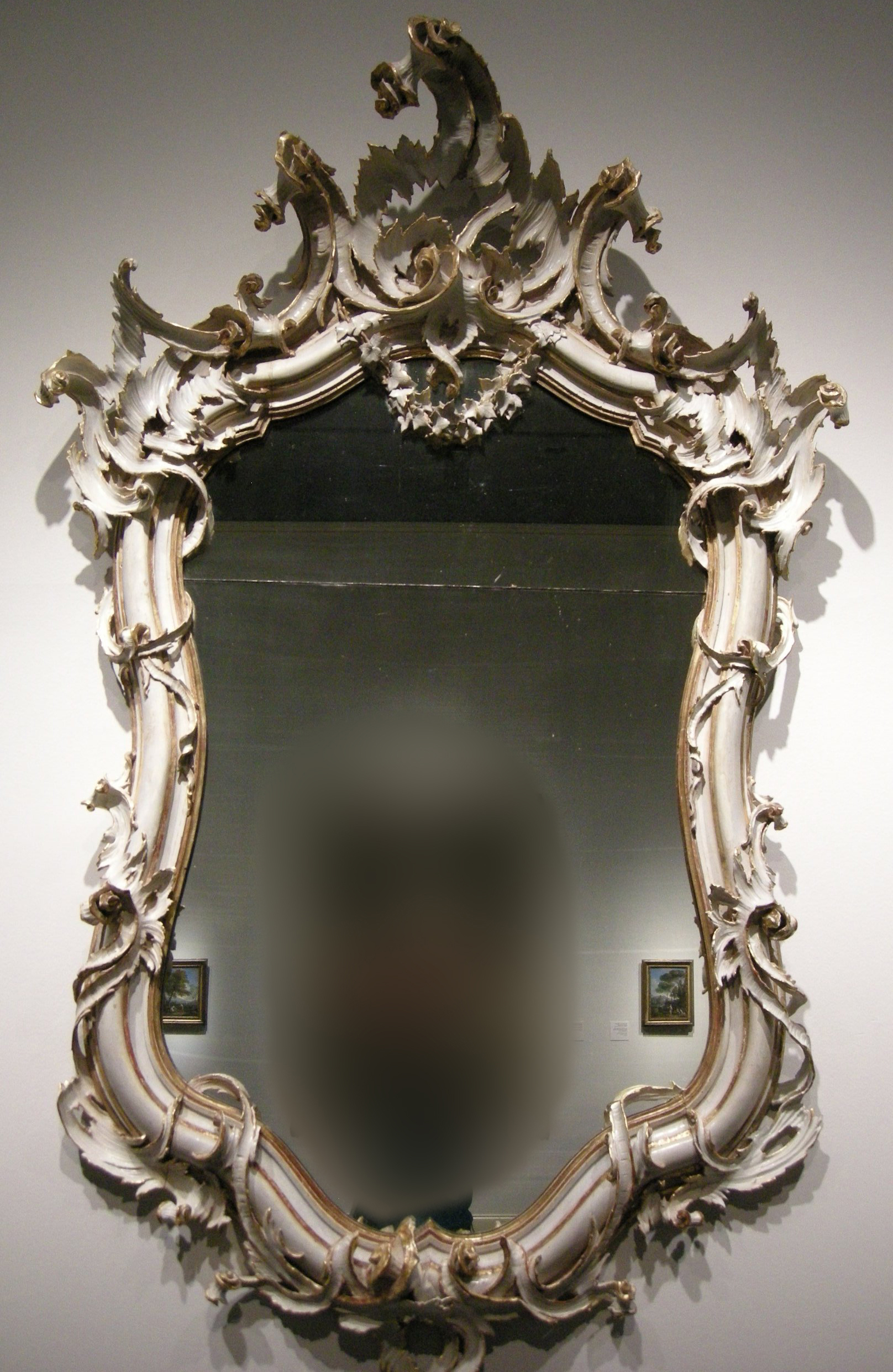
Італійське дзеркало доби рококо, 1760 р.

Технологія створення скляних дзеркал постійно удосконалювалась. Збільшувались і їх розміри, і оздоблення. Поверхню дзеркала могли прикрасити малюванням, саме дзеркало набувало примхливих, заокруглених, овальних форм. До створення дзеркальних рам залучали найкращих художників і ремісників-меблярів. У добу рококо дзеркальні рами набули небаченої складності, зрівнялися за оздобленням з коштовними картинами. Дзеркальні рами прикрашали золоченням, різьбленими деталями, ліпленням. Частка рам виготовлялась з екзотичних матеріалів — бамбука, порцеляни.

### Дзеркала в добу еклектики

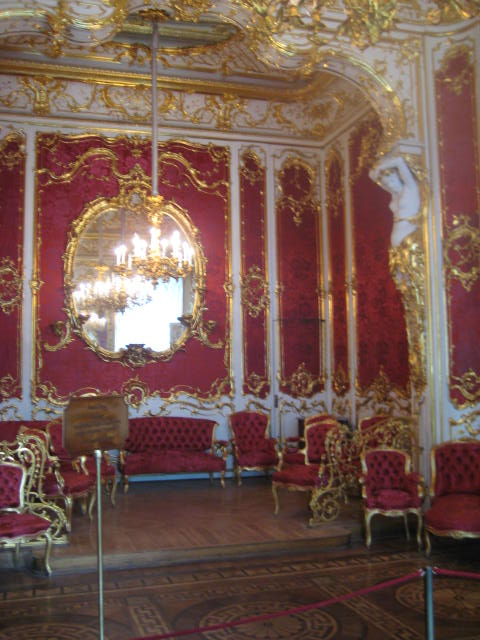
Будуар в стилі неорококо, Ермітаж.

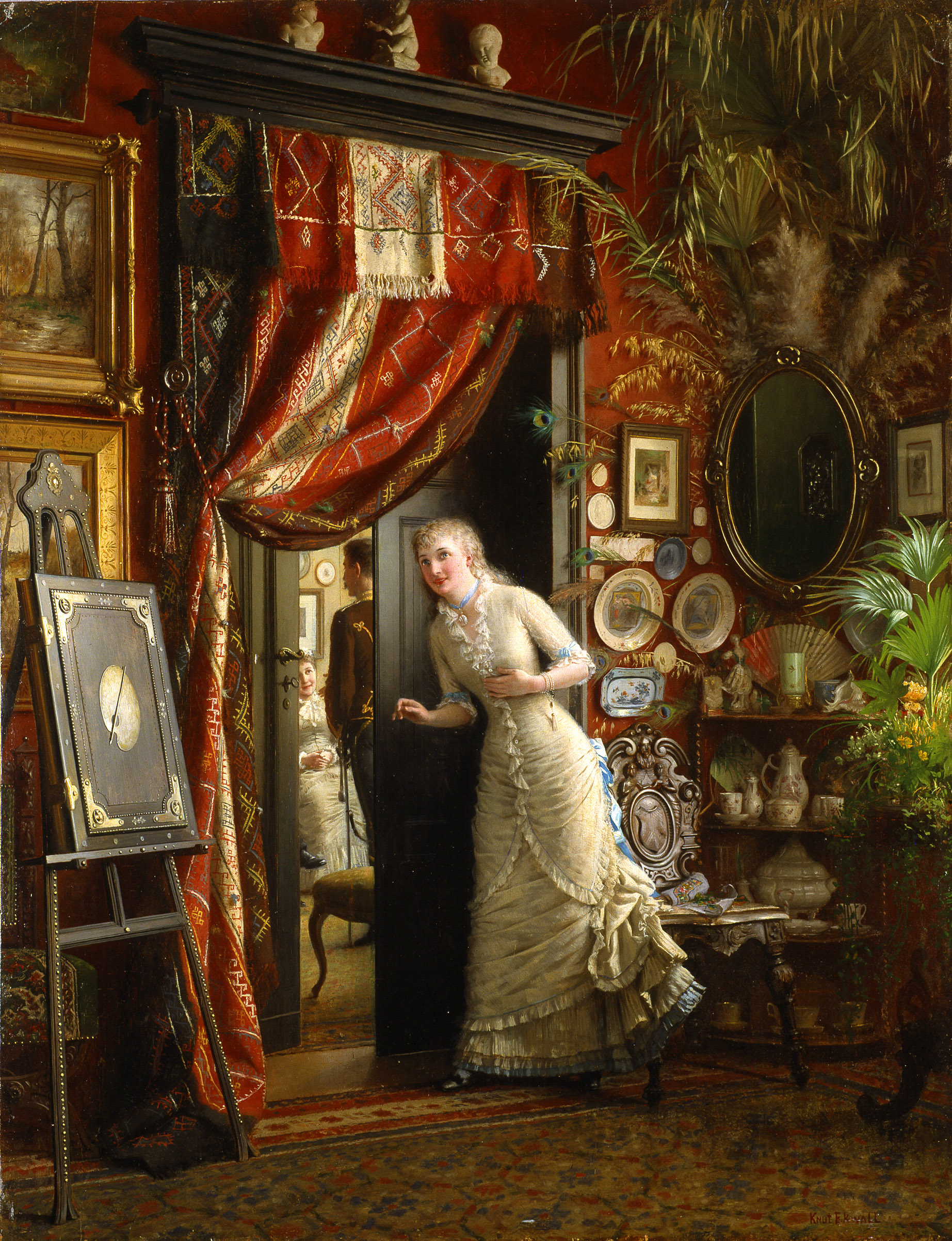
Худ. Кнут Еквол, Офіцер сватає дочку, 1889 р. Нордік м'юзеум, Стокгольм

ХІХ століття не створило власного стилю, що б охоплював усі галузі мистецтва. Але митці і науковці звернулися до активного збору артефактів минулих епох, їх вивченню і систематизації. Дзеркала не втратили прихильності ні митців, ні виробників, ні споживачів. Удосконалюється їх виготовлення і шліфування, частку найкоштовніших виробів прикрашають огранкою, гравіюванням, як кришталь. Дзеркала — улюблена деталь інтер'єрів доби еклектики в стилях необароко і особливо — неорококо, та й типового інтер'єру заможних осель.
Здешевлення виробництва залучило до споживання дзеркал майже всі верства населення. Виробляються як розкішні зразки дзеркал з використанням складних оздоб, так і дешеві зразки. Набули поширення спрощені дзеркальні рами в стилі неоготика, а трохи згодом — у стилі сецесія.

### Дзеркала в мусульманській частині Індії

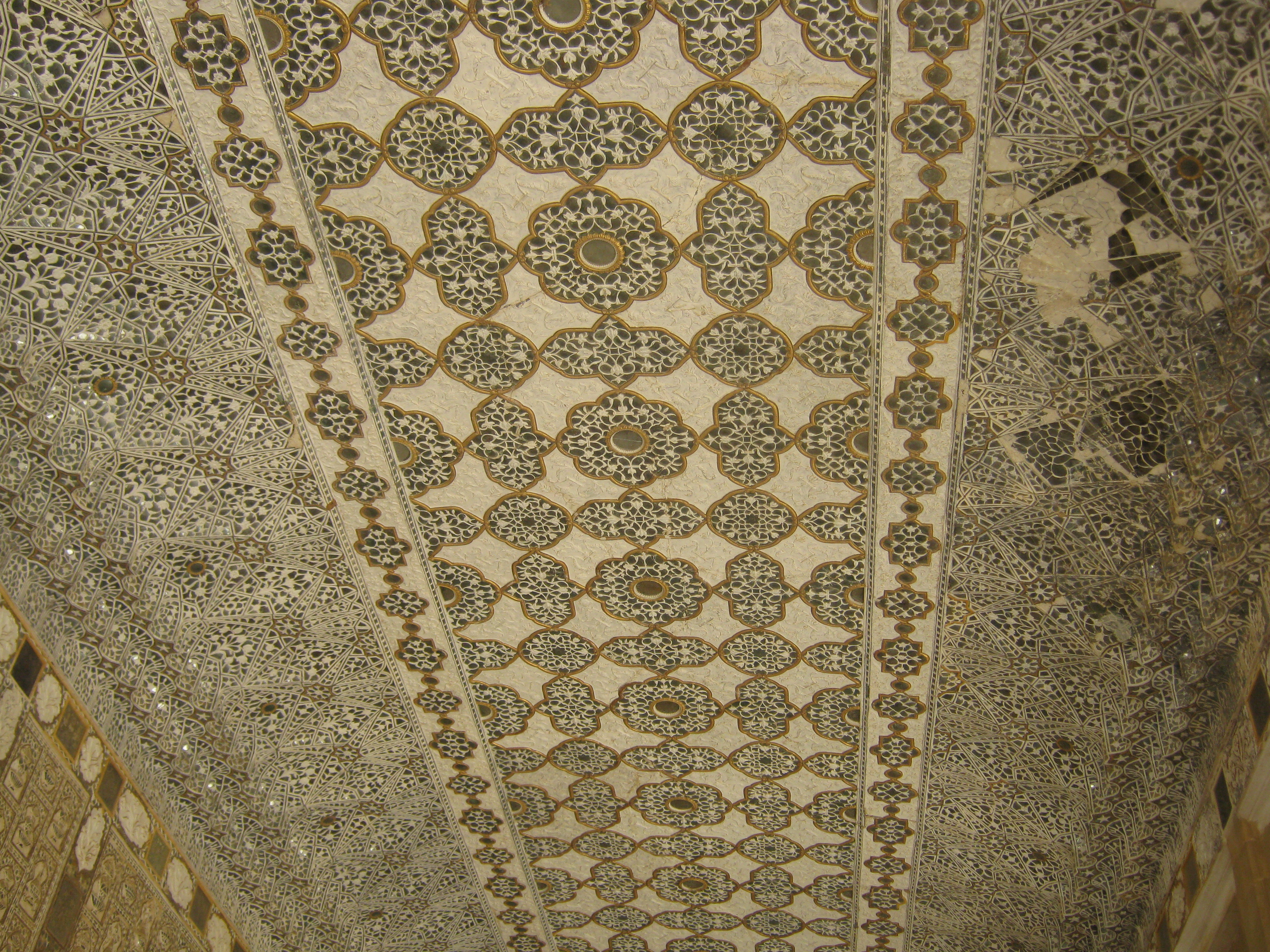
Стеля з дзеркальною мозаїкою, Сіті Палас. Раджастан, Індія.

Дзеркала для оздоб в інтер'єрах використовували не тільки в Європі. В мусульманських князівствах Індії, де довгий час утримувало свої позиції середньовіччя, дзеркала теж були складовою пишних інтер'єрів, перенасичених кольорами та візерунками. Знайшли попит як великі дзеркала, так і шматочки битих дзеркал. Заборона на створення зображень людей та тварин спонукала мусульманських митців до пошуків в межах тільки орнаментальних композицій. Особливого поширення набули геометричні візерунки. Ними вкривали без пропусків усе тло стін та стель, де геометричні шматочки дзеркал створювали дійсно феєричні інтер'єри з мерехтливим освітленням, що переважало мерехтіння мозаїк.

## Сучасне використовування

### У побуті
У побуті використовують дзеркала різних розмірів і дизайну:
- Кишенькові дзеркала — невеликого розміру, часто складані
- Настільні дзеркала — більшого розміру, ніж кишенькові, споряджені підставкою
- Настінні дзеркала — бувають різних розмірів
- Трюмо — високі стоячі дзеркала, зазвичай суміщені з низькою шафкою
- Трельяжі — тристулкові дзеркала. Це значення слова виникло на ґрунті російської мови в результаті народноетимологічного переосмислення treillage як trillage («з'єднане з трьох частин»)[6].

### У техніці
- Дзеркало заднього виду
- Стоматологічне дзеркало

## Дзеркала в культурі
Леся Українка в п'єсі «Блакитна троянда» стосовно дзеркала використовує слово «свічадо»: «Свічадо теж задрапіроване і прикрашене плющем.», «Я ж бачу себе в свічадо!»

## Цікаві факти
Медицина:
- Абдомінальне (черевне) дзеркало — Хірургічний інструмент з гладкою відполірованою поверхнею.
- Гінекологічний розширник часто називають «гінекологічним дзеркалом», хоча його конструкція не містить дзеркальних поверхонь.

## Галерея дзеркал

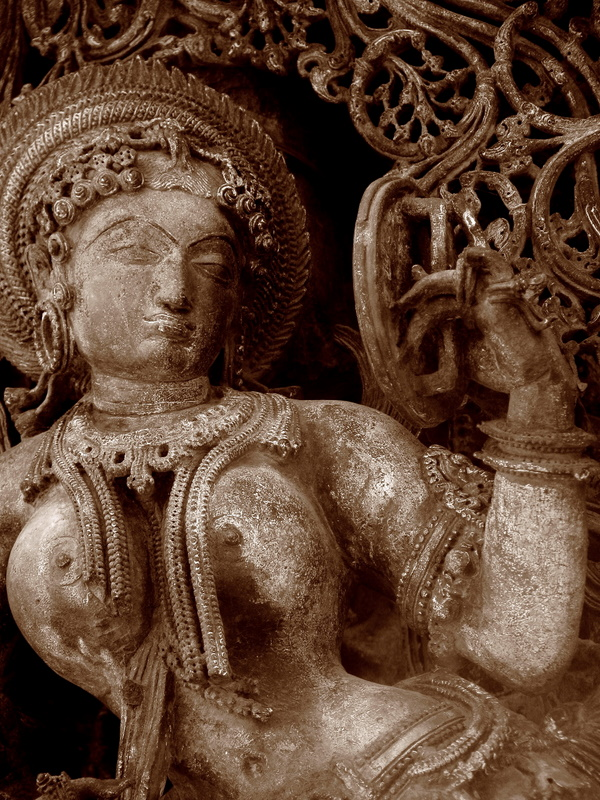
Пані з дзеркалом, Белур Халебіду, середньовічна скульптура Індії.
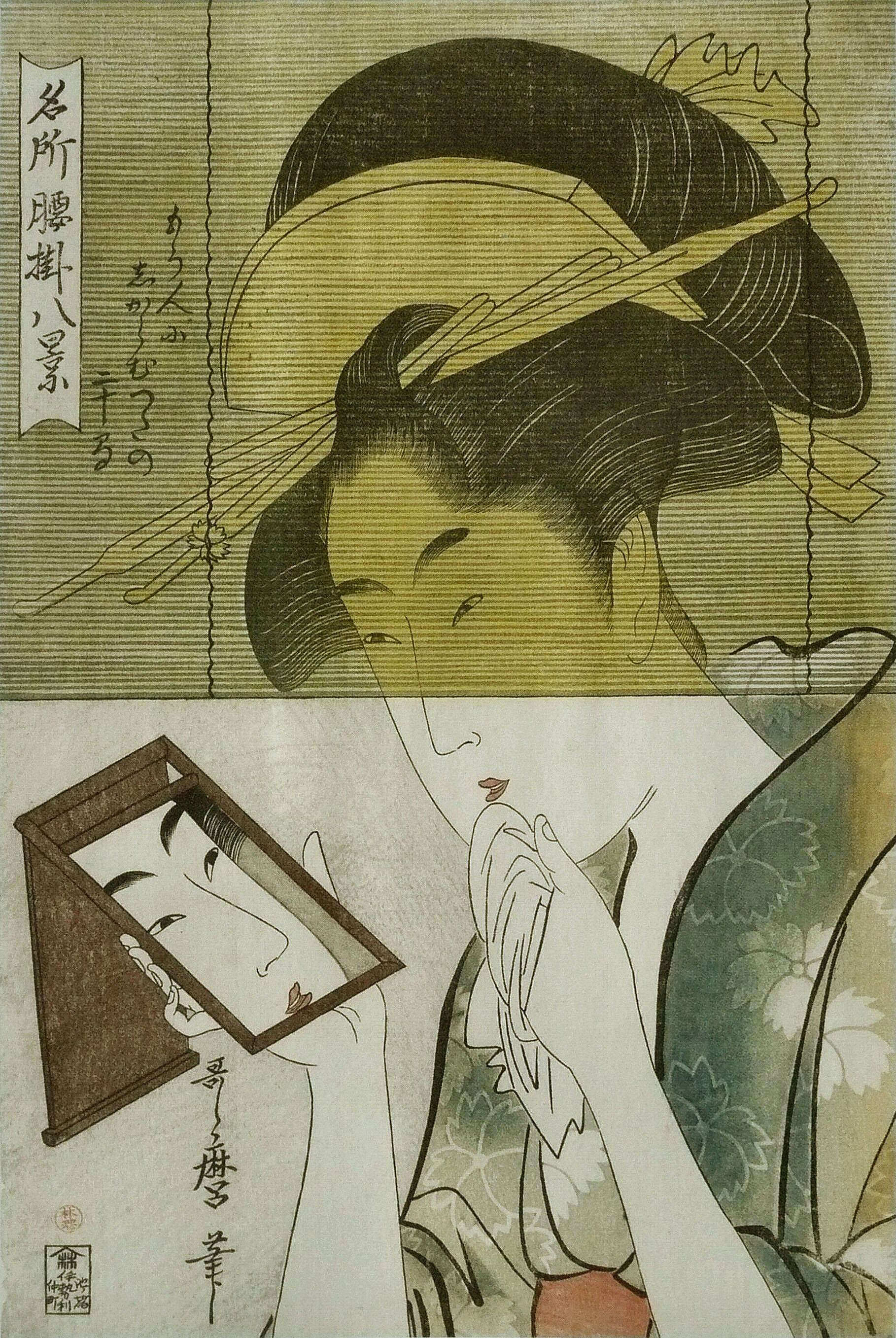
Кітаґава Утамаро. Пані з дзеркалом, укійо-е
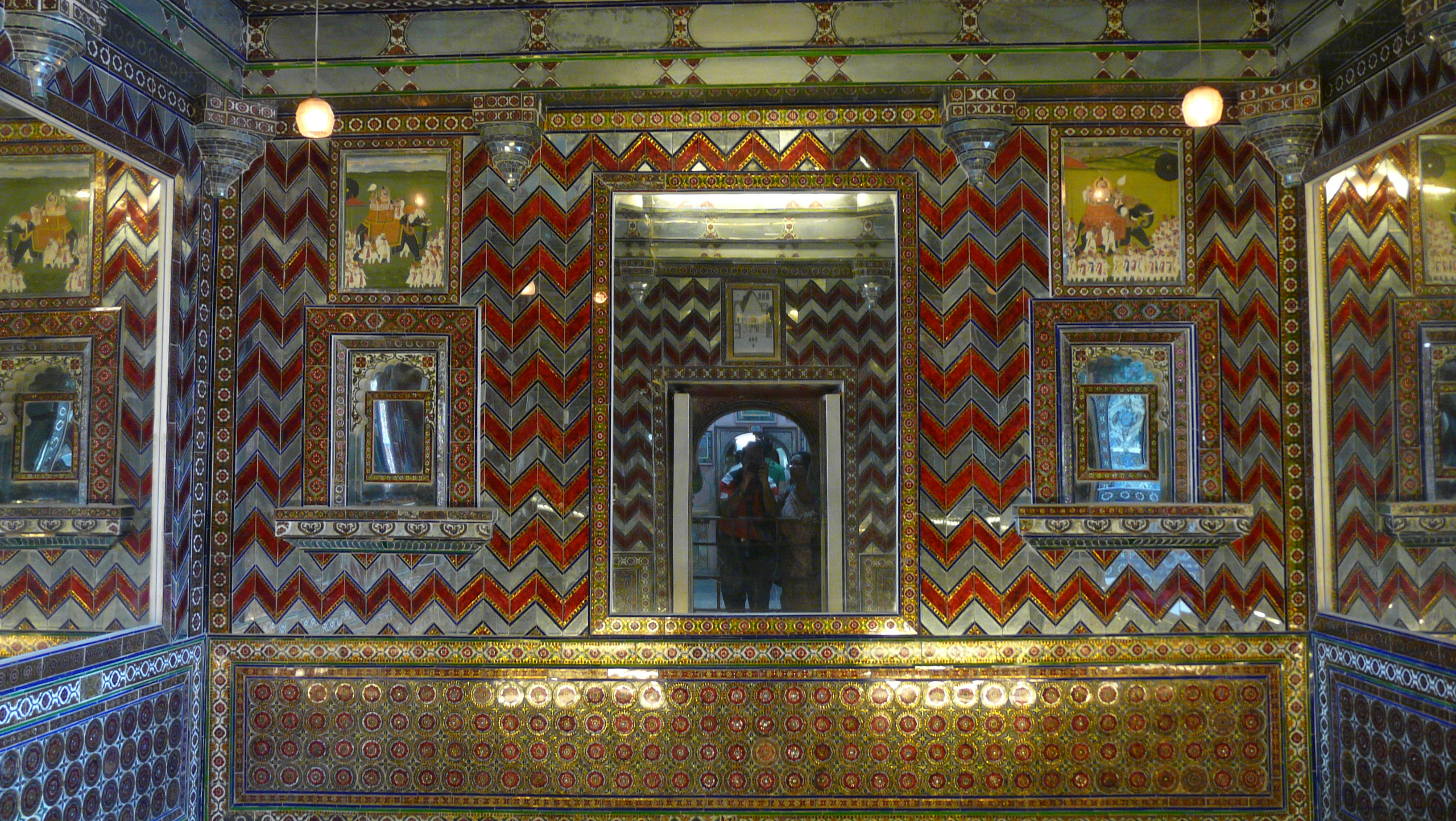
Дзеркальна зала, Удайпур, Сіті палас. Індія
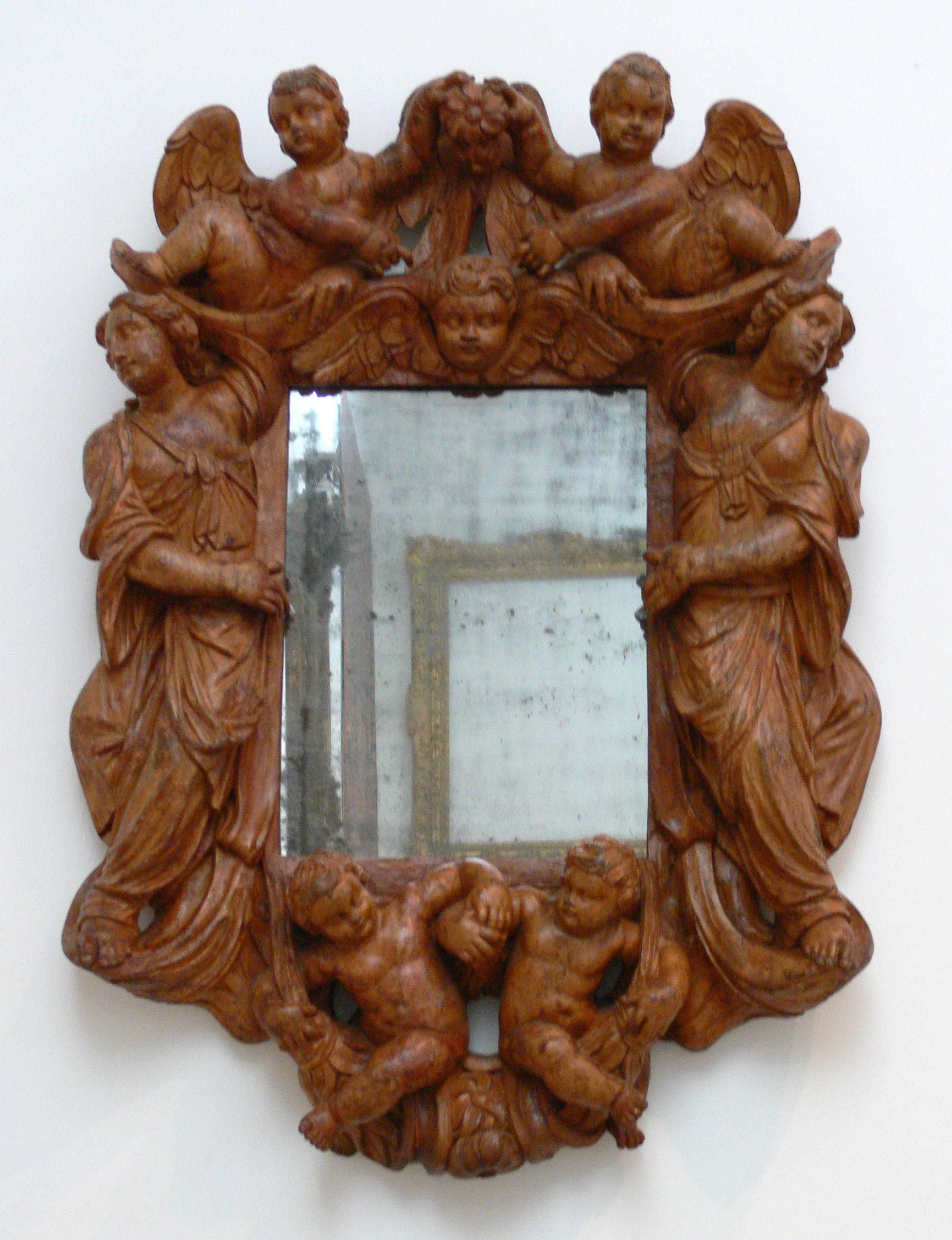
Дзеркало, музей мистецтв, Даллас, США,
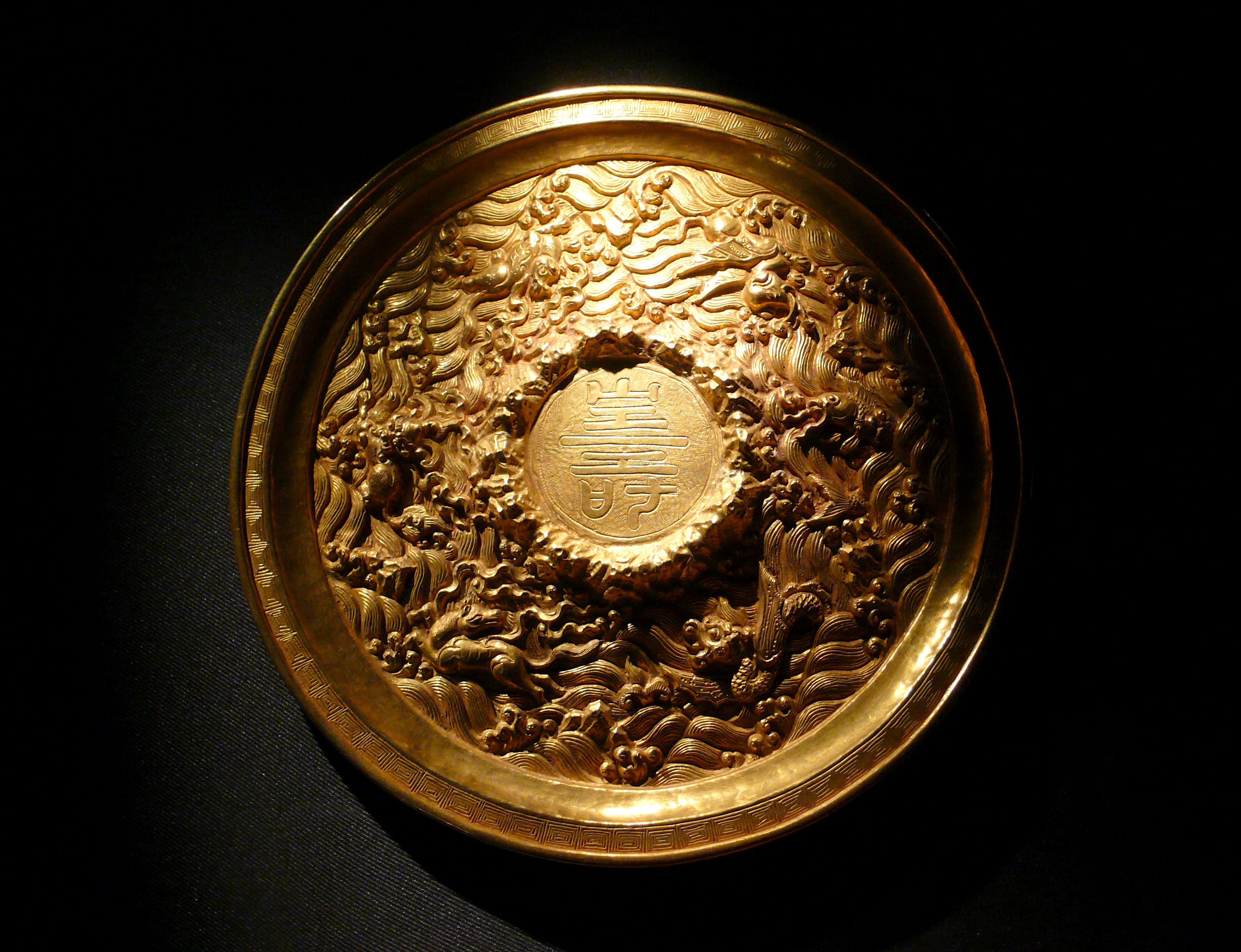
Тильна сторона китайського дзеркала
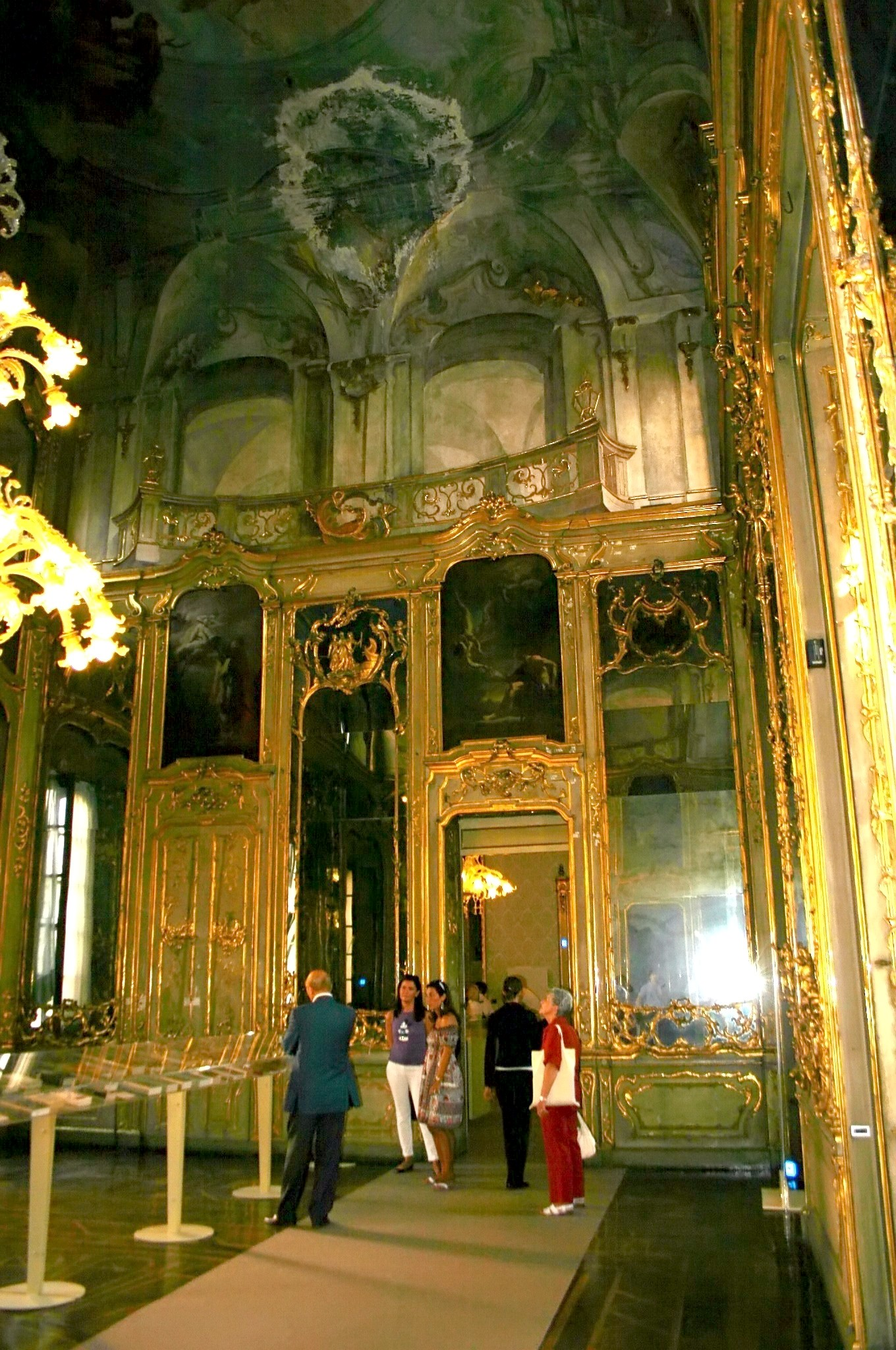
Дзеркала в палаці Літта, Мілан, Італія.
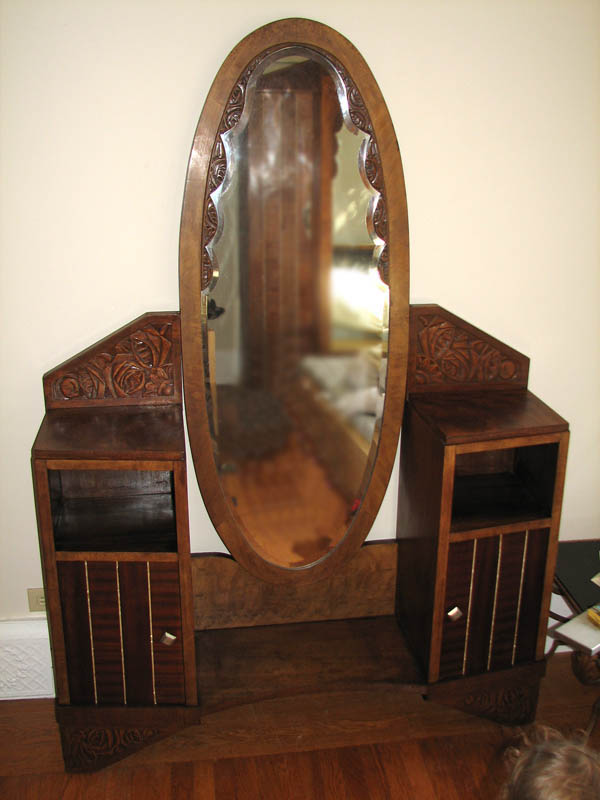
Дзеркало в стилі Ар Деко.
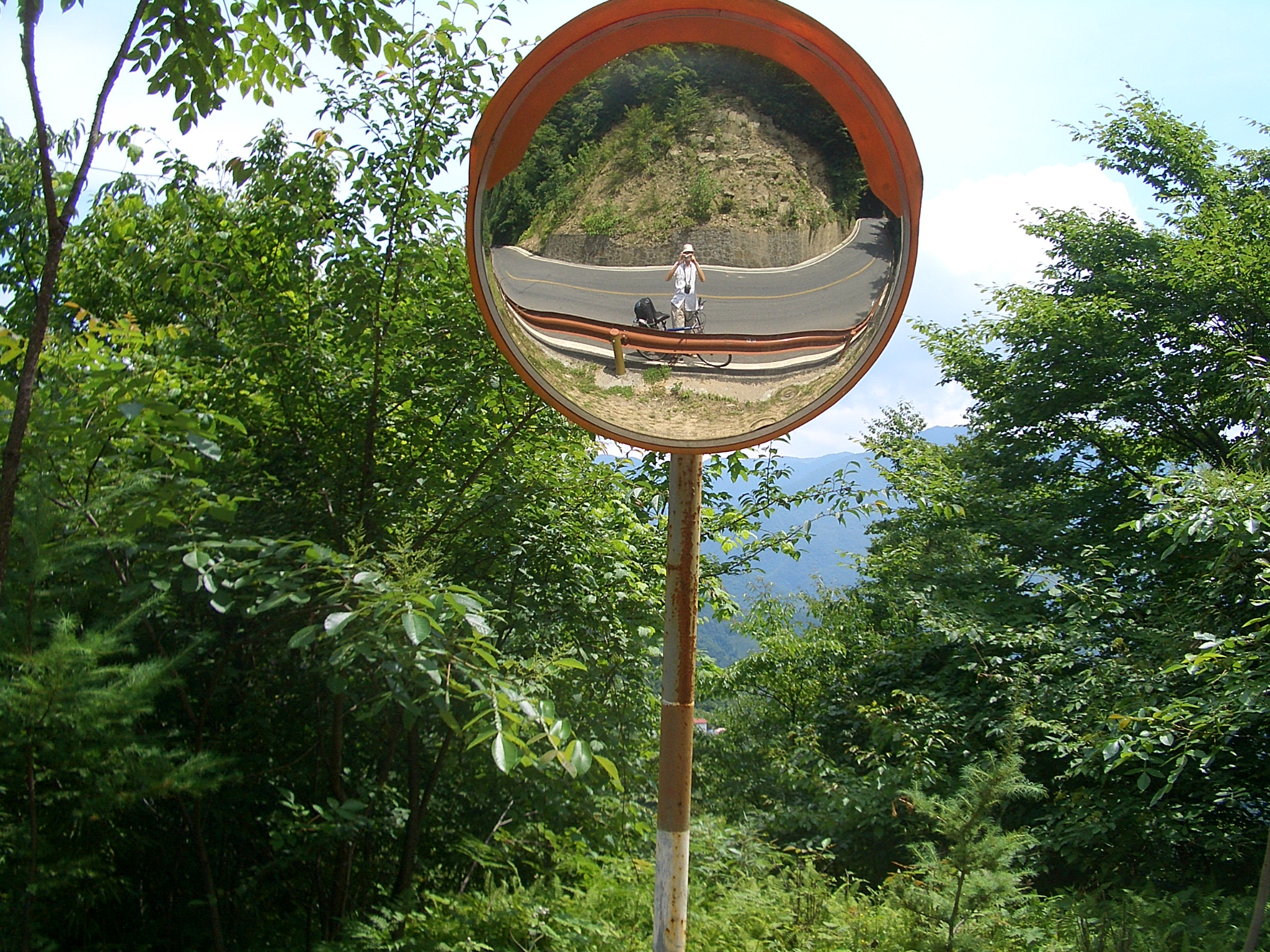